# Auguste Detœuf
Auguste Detœuf, né le 6 août 1883 à Lens et mort le 11 avril 1947 à Neuilly-sur-Seine, est un industriel et essayiste français.
Fondateur d’Alstom en 1928, Auguste Detœuf en est l’administrateur délégué, puis le vice-président, jusqu’en 1940. Il est l'auteur du livre Propos d'O.L. Barenton, confiseur, ancien élève de l'École polytechnique. 

## Biographie

### Jeunesse et études
Auguste Detœuf étudie à l'École polytechnique (promotion 1902). Il termine sa carrière avec le grade d'ingénieur général des ponts et chaussées.

### Parcours professionnel
Il débute en 1908 aux travaux hydrauliques de la marine à Cherbourg. Il est ensuite nommé au Havre en 1912. Il s'intéresse aux problèmes d'exploitation des ports et met en œuvre ses idées pendant la Première Guerre mondiale. Il est affecté à la commission technique des voies navigables. 
De directeur du port autonome de Strasbourg, il devient directeur général de Thomson-Houston. Il est, de 1928 à 1940, le premier président d'Alsthom.
Auguste Detœuf enseigne à l'École libre des sciences politiques dans le cadre d'un cours co-habilité par l'École polytechnique et l'École centrale Paris.
Impliqué dans les bouleversements de son temps, Detœuf prononce en 1936 un discours devant le groupe X-Crise intitulé « La fin du libéralisme ». Il participe en 1938 au colloque Walter Lippmann où, sur certains thèmes, il s'oppose à Ludwig von Mises. Il est également l'un des fondateurs de la revue Nouveaux Cahiers qui milite pour le rapprochement du patronat avec les syndicats ouvriers.  
Sous l'Occupation, Detœuf est président d'un des « comités d'organisation »  créés par le régime de Vichy, celui des industries de la construction électrique. Il est aussi membre du Conseil d'études économiques, qui se réunit deux fois par mois auprès du ministre de l'Économie à Vichy. Il enseigne à l'École libre des sciences politiques, donnant notamment un cours intitulé « L'histoire du corporatisme et du compagnonnage ».
Il tient à la Libération la chronique économique du Figaro.
Detœuf reste sans doute plus connu pour son recueil de petits essais, maximes et aphorismes, Propos d'O.L. Barenton, confiseur, ancien élève de l'École polytechnique. De manière humoristique, il traite de nombreux thèmes comme la nature humaine, l'économie, le fonctionnement de l'entreprise, les colorations propres des principales écoles d'ingénieurs… Cet ouvrage est régulièrement réédité.

## Publications
- « La réorganisation industrielle », dans Les Cahiers du redressement français, no 7, Paris, Éditions de la SAPE, 1927
- Propos d'O.L. Barenton, confiseur, ancien élève de l'École polytechnique, Paris, Éditions du Tambourinaire, 1937 (édition limitée) ; 1948 ; puis nombreuses rééditions dont : Propos de O.L. Barenton, extraits dialogués du livre d'Auguste Detœuf enregistrés par Fernand Ledoux et Maurice Teynac, improvisation à l'orgue Maurice Dupré, Paris, Éditions du Tambourinaire, 1960 (disque vinyle 33 tours, édition limitée à 2 500 exemplaires).
- Construction du syndicalisme, Paris, Éditions Gallimard, 1938
- Passé, présent, avenir de l'organisation professionnelle, Paris, Éditions du Chêne, 1946
- Pages retrouvées, Paris, Éditions du Tambourinaire, 1955